# Gołąźnia (wzniesienie)
Gołąźnia (niem. Kahleberg, 441 m n.p.m.) – wzniesienie w południowo-zachodniej Polsce, na Pogórzu Wałbrzyskim, w Sudetach.
Wzniesienie przy granicy Książańskiego Parku Krajobrazowego, pomiędzy wsiami Jaskulin na północy, Cieszów na południu a Chwaliszów na zachodzie. Minimalnie niższe od wzniesieniem Wały 445 m n.p.m. na zachodzie.